# 約翰·布里克斯
約翰·布里克斯（英語：John Breaux；1944年3月1日—）是美国的一位政治人物。在1987年至2005年期間，他是路易斯安那州的聯邦參議員。他的黨籍是民主黨。布里克斯現在是一位遊說集團的領袖。